# Jordan Burroughs
Jordan Burroughs, född 8 juli 1988 i Camden, New Jersey, är en amerikansk brottare som tog OS-guld i welterviktsbrottning vid de olympiska brottningstävlingarna 2012 i London. Vid olympiska sommarspelen 2016 i Rio de Janeiro blev Burroughs utslagen i kvartsfinalen.